# Mistrovství Evropy ve sportovním lezení 1992
Mistrovství Evropy ve sportovním lezení 1992 (anglicky: UIAA European Championship, francouzsky: Championnats d'Europe d'escalade, německy: Klettern Europameisterschaft) se uskutečnilo poprvé 18. září ve Frankfurtu pod hlavičkou UIAA, závodilo se pouze v lezení na obtížnost a rychlost. Ve stejném městě se konalo o rok dříve také první Mistrovství světa ve sportovním lezení.

## Průběh závodů

### Češi na ME
Nejlépe si na prvním šampionátu vedli čtvrtá Eva Linhartová a na pátém děleném místě Tomáš Čada v lezení na rychlost.

### Výsledky mužů a žen
| obtížnost              | obtížnost                    | rychlost               | rychlost                |
| ---------------------- | ---------------------------- | ---------------------- | ----------------------- |
| muži                   | ženy                         | muži                   | ženy                    |
| 1. François Legrand    | 1. Susi Good                 | 1. Kairat Rachmetov    | 1. Jelena Ovčinnikovová |
| 2. François Petit      | 2. Isabelle Patissier        | 2. Cristian Brenna     | 2. Yulia Inozemtseva    |
| 3. Salavat Rachmetov   | 3. Laurence Guyon            | 3. Andrzej Marcisz     | 3. Claudine Trecourt    |
|                        |                              |                        |                         |
| 44.-45. Marcel Toman   | 20.-21. Barbara Stranská     | 5.-8. Tomáš Čada       | 4. Eva Linhartová       |
| 49.-50. Tomáš Sedláček | 26.-28. Eva Linhartová       | 9.-12. Pavel Weisser   | 5. Stanislava Brazinová |
| 55.-58. Marek Havlík   | 30.-31. Stanislava Brazinová | 14.-16. Tomáš Sedláček | -                       |
| -                      | -                            | 17. Marcel Toman       | -                       |
|                        |                              |                        |                         |
| ? finalistů            | ? finalistek                 | ? finalistů            | ? finalistek            |
| ? semifinalistů        | ? semifinalistek             | ? semifinalistů        | ? semifinalistek        |
| 64 mužů                | 35 žen                       | 28 mužů                | 9 žen                   |

### Medaile podle zemí
| pořadí | stát       | Zlatá medaile | Stříbrná medaile | Bronzová medaile | celkem |
| ------ | ---------- | ------------- | ---------------- | ---------------- | ------ |
| 1.     | Francie    | 1             | 2                | 2                | 5      |
| 2.     | Rusko      | 0             | 1                | 1                | 2      |
| 3.     | Švýcarsko  | 1             | 0                | 0                | 1      |
| 3.     | Kazachstán | 1             | 0                | 0                | 1      |
| 3.     | USA        | 1             | 0                | 0                | 1      |
| 6.     | Itálie     | 0             | 1                | 0                | 1      |
| 7.     | Polsko     | 0             | 0                | 1                | 1      |

### Zúčastněné země
| 1.   | Francie            | Švýcarsko          | Kazachstán | USA        |
| 2.   | Rusko              | Francie            | Itálie     | Rusko      |
| 3.   | Švýcarsko          | Rusko              | Polsko     | Francie    |
| 4.   | Německo            | Německo            | Německo    | Česko      |
| 5.   | Itálie             | Itálie             | Česko      | Rumunsko   |
| 6.   | Slovinsko          | Spojené království | Norsko     | Bulharsko  |
| 7.   | Rakousko           | Polsko             | Bulharsko  | Chorvatsko |
| 8.   | Slovensko          | USA                | Rusko      | -          |
| 9.   | Spojené království | Rumunsko           | Chorvatsko | -          |
| 10.  | Polsko             | Česko              | Rumunsko   | -          |
| 11.  | Česko              | Rakousko           | Dánsko     | -          |
| 12.  | Norsko             | Belgie             | -          | -          |
| 13.  | Bulharsko          | Slovinsko          | -          | -          |
| 14.  | Rumunsko           | Bulharsko          | -          | -          |
| 15.  | Dánsko             | Lucembursko        | -          | -          |
| 16.  | Chorvatsko         | Chorvatsko         | -          | -          |
| (20) | 16                 | 16                 | 11         | 7          |